# Anna Nicolosi Grasso
Anna Nicolosi coniugata Grasso (Lercara Friddi, 1º novembre 1913 – Palermo, 2 giugno 1986) è stata una politica italiana, deputata per il Partito Comunista Italiano.

## Biografia
Nacque a Lercara Friddi, in provincia di Palermo, nel 1913. Durante gli studi universitari presso la Facoltà di Lettere di Palermo, entrò in contatto con delle organizzazioni antifasciste, come il Fronte Unico Antifascista Italiano (FUAI) e, in quegli ambienti, conobbe Franco Grasso che sposò nel 1939.
Iniziò a lavorare come insegnante nel periodo a cavallo della seconda guerra mondiale e, a seguito dei disastri che il conflitto provocò a Palermo, si impegnò nell'assistenza sanitaria e nella distribuzione di cibo e vestiti agli indigenti. Con un gruppo di poche donne fondò la sezione siciliana dell'Unione Donne in Italia il 22 gennaio 1945, occupandosi soprattutto di lotta all'analfabetismo e promuovendo iniziative per istituire delle colonie estive per bambini di famiglie disagiate.
Venne eletta alla Camera dei deputati nel 1953 tra le file del Partito Comunista Italiano nella seconda legislatura, poi riconfermata nella terza fino al 1963. Fu sua la prima proposta di legge per istituire una scuola materna statale e, dal 1956 al 1965, si batté con successo per l'emanazione di una graduatoria unica nei concorsi per l'insegnamento nella scuola pubblica, che non tenesse conto delle differenze di sesso tra insegnanti e garantisse un egual numero di posti di lavoro a maestri e maestre.
Fu al fianco delle lavoratrici siciliane nelle proteste contro i temperamenti salariali (per un'equiparazione del loro salario che era più basso sia rispetto ai lavoratori corregionali che rispetto ad altre zone della penisola; la motivazione della disparità di trattamento era imputata ai maggiori costi di produzione) e contro il coefficiente Serpieri che attribuiva al lavoro delle contadine il 40% di valore in meno di quello maschile.
Prese parte alle discussioni per la riforma del diritto di famiglia, per una legge contro la violenza sulle donne, per la pensione alle casalinghe e la depenalizzazione dell'aborto.
Ricoprì diverse cariche politiche e fu la prima donna vicepresidente dell'Assemblea Regionale Siciliana.
Morì a Palermo il 2 giugno 1986. Le sono stati intitolati la biblioteca e l'archivio dell'Unione Donne in Italia di Palermo e una via della città.